# پاتریزیو سالا
پاتریزیو سالا (به ایتالیایی: Patrizio Sala) بازیکن فوتبال و اهل ایتالیا است 

## تیم ملی
از سال ۱۹۷۶ میلادی عضو تیم ملی فوتبال ایتالیا بوده و در ۸ بازی ملی حضور داشته‌است. او در بازی‌های ملی‌اش گلی به ثمر نرساند.
پاتریزیو سالا آخرین بازی ملی خود را در سال ۱۹۸۰ میلادی انجام داد.